# Sixten Sason
Karl-Erik Sixten Sason, ursprungligen Andersson, född 12 mars 1912 i Skövde död 1 april 1967 i Råsunda, Solna församling, var en svensk industridesigner. Sason är bland annat känd för sitt arbete med formgivningen av Saabs personbilar, Husqvarnaprodukter och Hasselbladkameror.

## Biografi

### Sasons tidiga liv
Sixten Sason växte upp utanför Skövde där fadern arbetade som stenhuggare. Sason var tidigt intresserad av teknik och som tonåring började han göra teckningar och illustrationer till motortidningar. När han var 15 år gammal skickade han en ritning till Husqvarna och efter denna ritning ska en bensintank ha tillverkats. År 1928 fick han i uppdrag att rita en motorcykel till Husqvarna. 
Sason gjorde värnplikt som flygmekaniker under 1930-talet. Efter att ha varit med om en flygolycka vistades han en längre tid på sjukhus mellan 1934 och 1939. Under sjukhusvistelsen ägnade han sig åt studier och illustrerade olika tidskrifter. Under 1930-talet gjorde Sason flera framtidsvisioner, som en Öresundsbro (1939) och cirkulära parkeringshus (1936). Han illustrerade också sina idéer om den framtida staden.

### Hos Saab
Sason skapade Saab-designen. Han anställdes 1939 på företagets flygdivision. Där gjorde han både sprängskisser och illustrationer för företagets kataloger och produktblad. När Saab senare startade biltillverkning var Sason med vid skapandet av "ur-Saaben" - Saab 92. 
Sason var med som chefsdesigner om företagets fortsatta utveckling genom modellerna 93, 95 och slutligen 99 - hans största verk. Saab 99 var Saabs första stora bil och utvecklades senare till Saab 900. Sason hann dock aldrig se sin skapelse i produktion då han dog strax före lanseringen 1967. Björn Envall tog över som chefsdesigner.
Under sin tid vid Saab tog Sason även fram konceptbilen Saab Catherina. Han anlitade gärna Pierre Olofsson som färgexpert, bland annat i samband med färgsättningen på Saabs modeller.

### Frilans
Sason frilansade som formgivare bl.a. för Husqvarna, där han designade symaskiner, hushållsmaskiner och motorcyklar. För Electrolux designade han bland annat kylskåp, golvbonare och utombordsmotorer. Han formgav även Hasselbladkameran. Sason finns representerad på Nationalmuseum i Stockholm.

### Sasons gengasblixtbuss
Ett exempel på Sasons tekniska originalitet är hans idé från 1942 om en gengasdriven snabbuss. Den uppvisar en mängd märkliga detaljer, men kom aldrig i produktion. Bussen var byggd som en flygmaskin och hade en gengasdriven flygmotor samt elektrisk kraftöverföring. Ram saknades och i stället hade bussen bärande helsvetsad stålplåtkaross byggd som en flygplanskropp som fick ta upp alla belastningar.
Bussen hade två våningar och 80 sittplatser, varav 32 i andra våningen. Förarna, en ordinarie och en reserv, hade sin hytt skild från passagerarna och placerad högt för att de skulle kunna överblicka största möjliga del av vägbanan och i exempelvis stadstrafik se över framförvarande trafik.
Längst bak skulle ett gengasaggregat monterats och det kunde skötas under färd. Framför generatorn skulle en rymlig ”vedbod” ligga. Aggregatet skulle vara en vanlig vedgasgenerator men ha en förkondensator av Sason-Mellgrens konstruktion. Från generatorn gick gasledningen via en stoftavskiljare vidare i andra våningens golv fram till kylare och kondensatortankar samt därifrån till motorns blandare.
Motorn var en luftkyld sjucylinders stjärnmotor, som tack vare att den drev en elektrisk generator som alstrade ström till bakhjulens elmotorer kunde arbeta med konstant varv och därför alltid lämna full effekt.

## Bilder (urval)

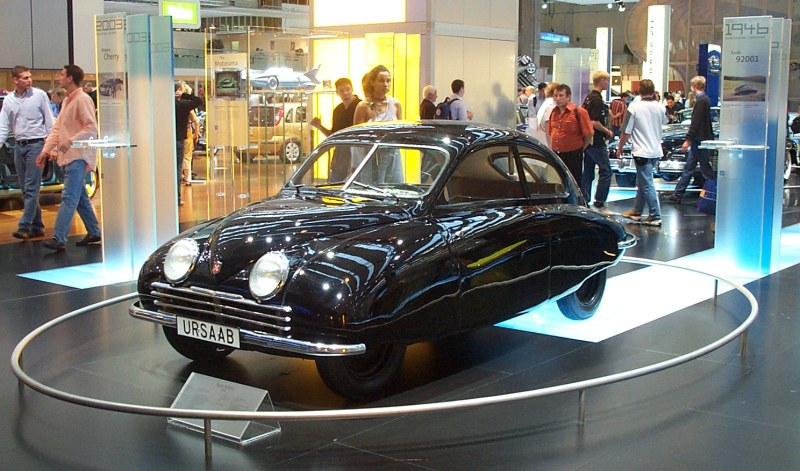
"Ur-Saaben", 1946
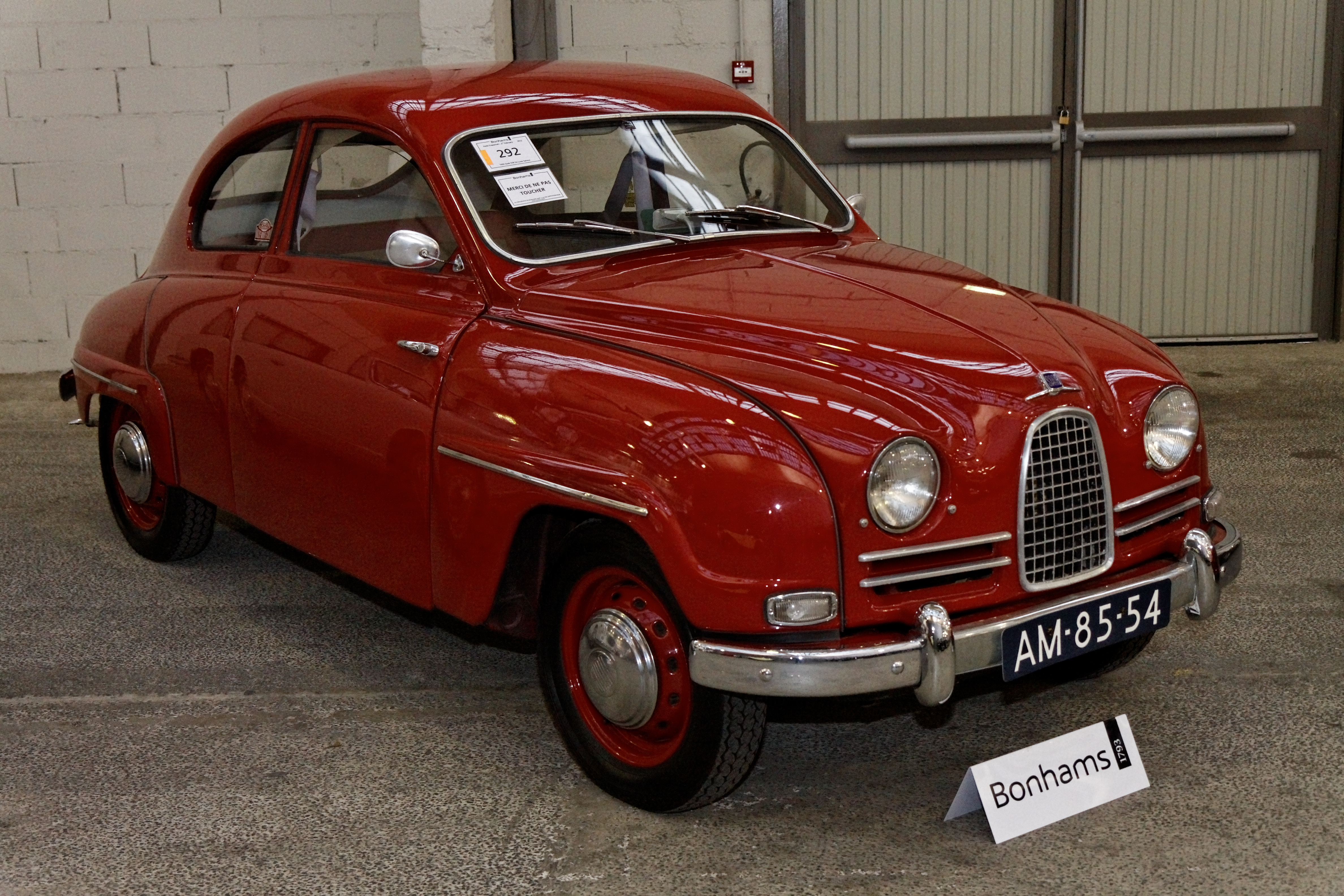
Saab 93.
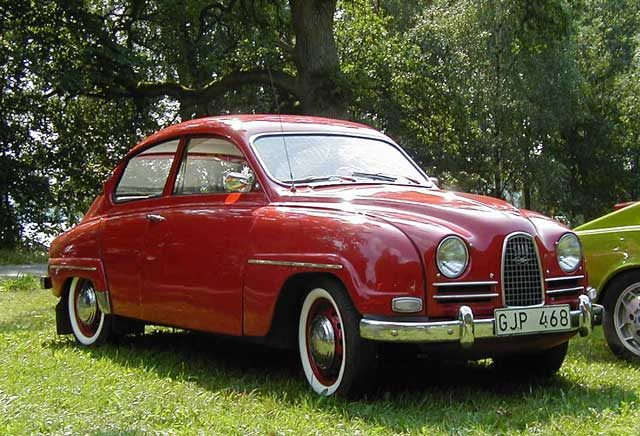
Saab 96
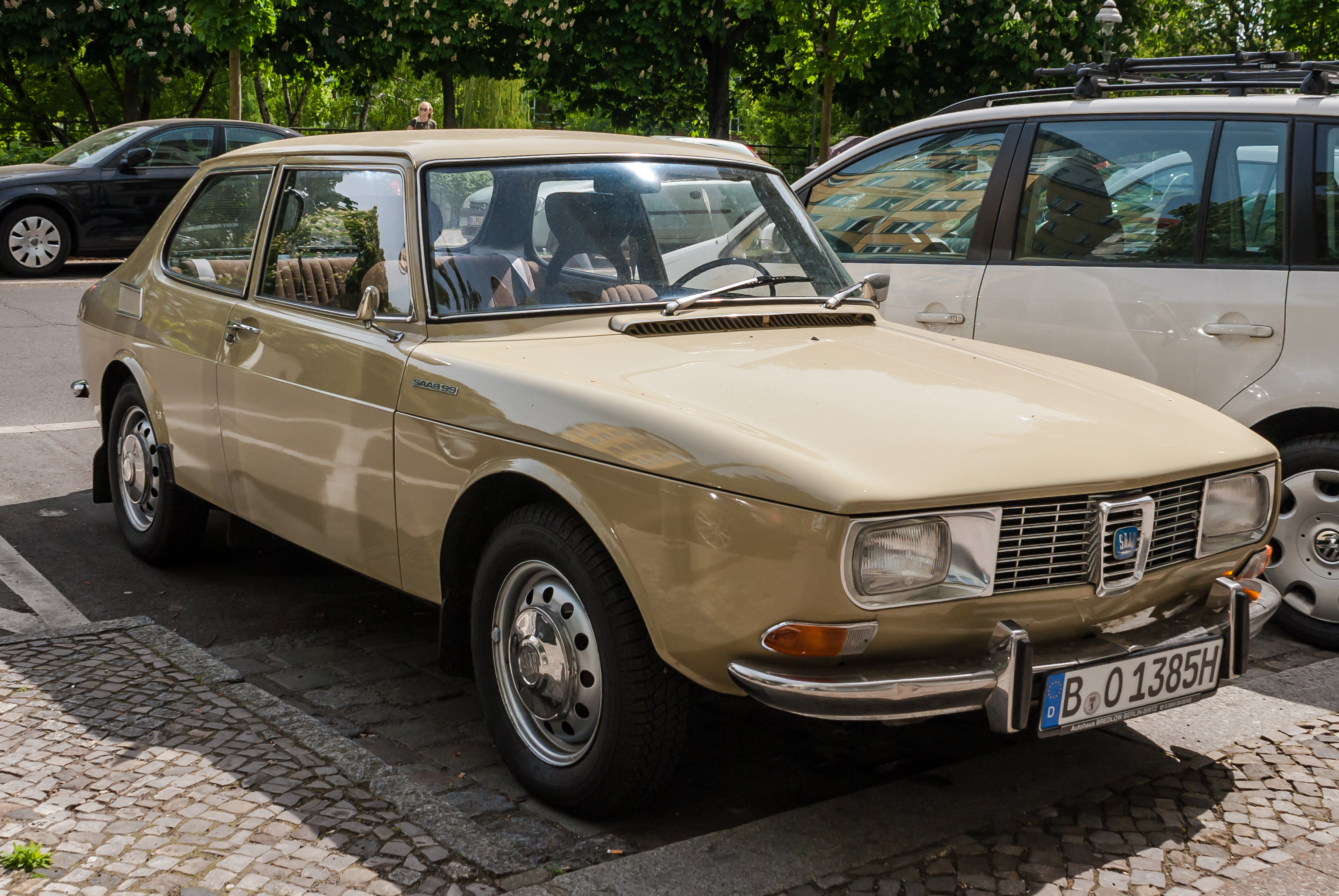
Saab 99, 1967
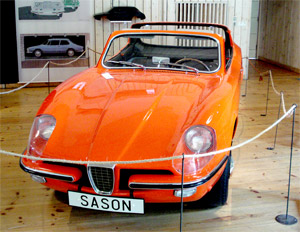
SAAB Catherina på Västergötlands museums utställning om Sixten Sason.

## Produkter formgivna av Sason

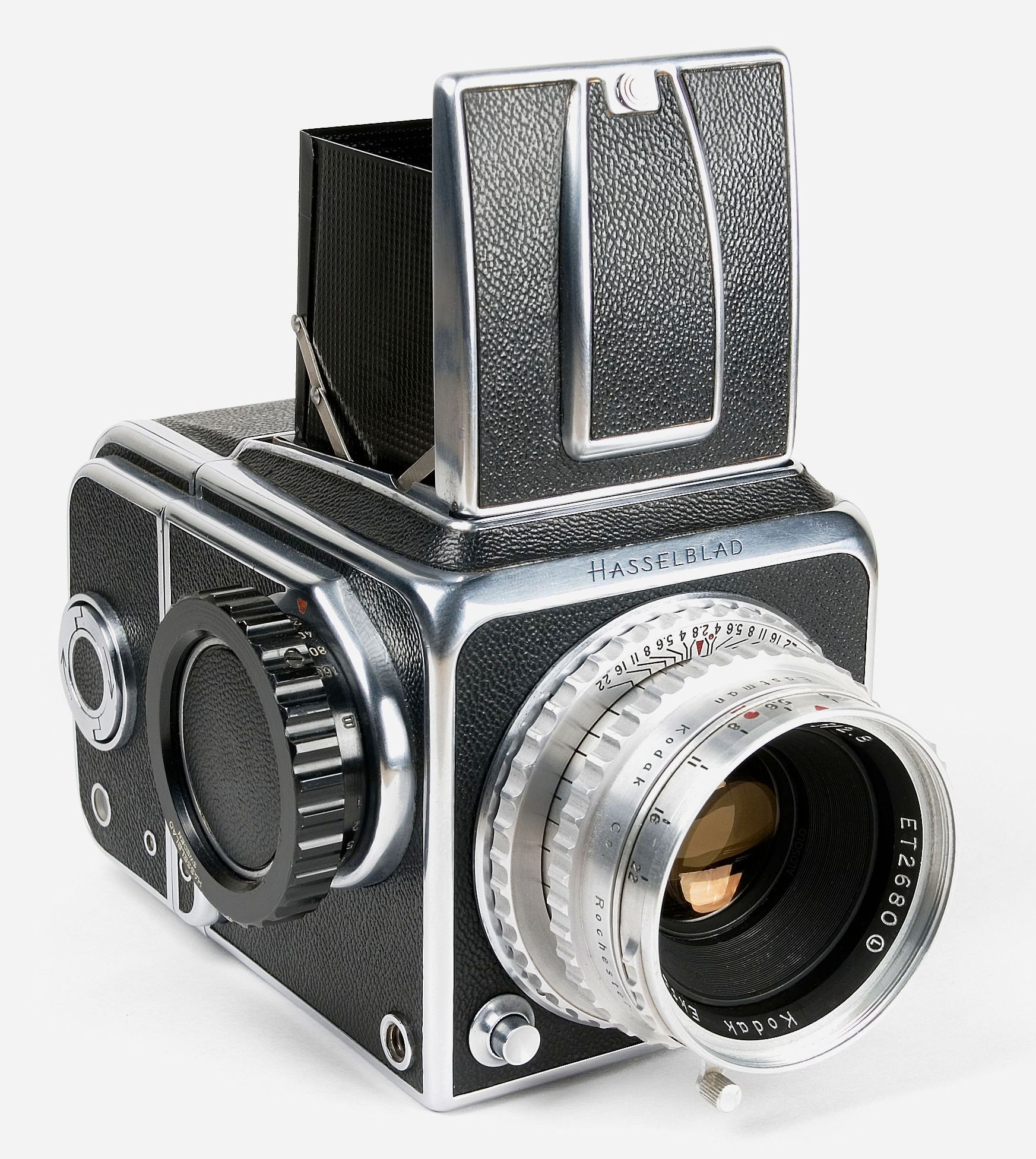
Hasselblad 1600 F, 1948.

- Saabs personbilsmodeller fram till 1967 
  - Saab 92 (1946)
  - Saab 93
  - Saab Sonett I
  - Saab 95
  - Saab 96
  - Saab 99 (1967)
- Hasselbladkameran 1600F (1948)
- Husqvarnas legendariska motorcykel Silverpilen (1955)
- Husqvarna Corona (1958)
- Husqvarna Cornette (1959)
- Husqvarna motorsåg
- Husqvarna våffeljärn (1967)
- Husqvarna symaskin
- Monarks Monarscoot (1957)
- Electrolux golvbonare
- Electrolux dammsugare, bland annat Z 70 (1957)